# Смртна казна у Мађарској
У Мађарској последњи човек је обешен за кривично дело убиства 31. маја 1988. године. Смртна казна у потпуности је укинута 31. октобра 1990. године од стране Уставног суда (Одлука 23/1990). Месец дана касније од 1. децембра 1990. протокол број 6 Европске конвенције о људским правима ступа на снагу. Мађарска је касније усвојила II опциони протокол Међународног пакта о грађанским и људским правима.